# Георгієвська (Псковська область)
Георгієвська (рос. Георгиевская) — присілок в Псковському районі Псковської області Російської Федерації.
Населення становить 8 осіб. Входить до складу муніципального утворення Завеличенська волость.

## Історія
Від 2015 року входить до складу муніципального утворення Завеличенська волость.

## Населення
| 2010 | 2014 |
| ---- | ---- |
| 0    | ↗8   |